# Statens potatismjölsnämnd
Statens potatismjölsnämnd var en svensk myndighet som tillkom 1933 med uppgift att reglera prisbildningen på potatismjöl. All tillverkning av potatismjöl skulle även ske på licens.